# Qiupanykus
Qiupanykus (il cui nome significa "artiglio di Qiupa") è un genere estinto di dinosauro teropode alvarezsauride vissuto nel Cretaceo superiore, circa 72-66 milioni di anni fa (Maastrichtiano), in quella che oggi è la Formazione Qiupa, nella Cina meridionale. Il genere contiene una singola specie, ossia Q. zhangi.
Qiupanykus è noto da resti parziali e semiarticolati , che comprendono una serie di vertebre sacrali posteriori carenate, vertebre caudali proceliche, ed un metatarsale, che permettono di identificarlo come un alvarezsauride parvicursorino. Associato ai resti scheletrici di Qiupanykus, adiacente alla serie di vertebre caudali, è stato rinvenuto un grosso frammento di guscio d'uovo. Le dimensioni del frammento, e la texture della sua superficie esterna, suggeriscono che rappresenti l'uovo di un oviraptorosauro. Gli autori della scoperta concludono che questo fossile possa documentare l'abitudine alimentare dell'animale o più estensivamente di tutti gli alvarezsauridi, che quindi avrebbero usato i loro arti ridotti e specializzati per rompere e nutrirsi delle uova di altri animali. Tuttavia, molti autori hanno espresso informalmente dubbi su questa interpretazione, poiché Lü nella sua descrizione non tiene conto della tafonomia, pertanto, lo scheletro dell'animale e il frammento d'uovo potrebbero essersi depositati in due momenti diversi.

## Classificazione
Lü Junchang et al. (2018) classificò Qiupanykus come membro degli Alvarezsauridae, avvicinandolo di più a Parvicursor che a Patagonykus. Sebbene non sia formalmente assegnato al clade Parvicursorinae nella sua descrizione, questa posizione lo renderebbe membro di Parvicursorinae sensu Xu et al. (2013).